# Castelo de Forse

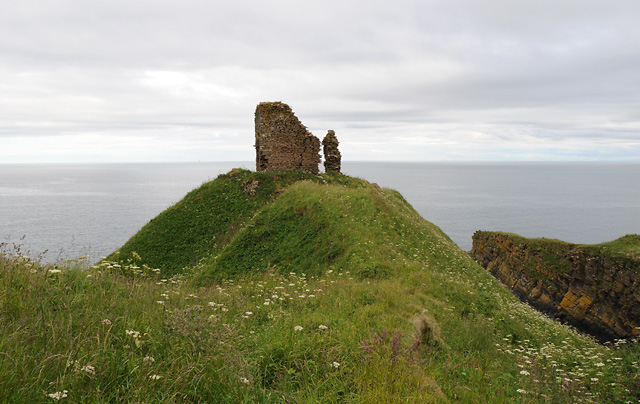
As ruínas do Castelo de Forse, datado de cerca de 1200

O Castelo de Forse é um edifício em ruínas datado de 1200 na aldeia de Forse, na região de Caithness, na área do conselho escocês de Highland. É protegido como um monumento antigo marcado.
O castelo fica numa península a cerca de 50 metros acima do nível do mar. É cercado por todos os lados por rochas íngremes e é isolado do continente por uma vala natural entre o continente e a península.
O Castelo de Forse era a fortaleza da família Sutherland de Forse, um ramo cadete do Clã Sutherland. Eles viveram lá até cerca de 1600.